# Барщина
Ба́рщина — даровой, принудительный труд зависимого крестьянина, работающего с личным инвентарём в хозяйстве земельного собственника.
Барщина исчислялась либо продолжительностью отработанного времени (числом дней, недель), либо объёмом работы. Отработочный вид ренты.
В России существование барщины зафиксировано уже в «Русской Правде». Широкое распространение она получила в Европейской части России во второй половине XVI — первой половине XIX в.

## Главнейшие принципы института барщины
- Барщинная повинность заключается в труде, чем она и отличается от оброка (доставлении денег или естественных произведений труда).
- Труд этот обязательный, то есть не зависящий от свободного взаимного соглашения отдельных лиц, а прямо вытекающий из установившихся между сторонами отношений, в большинстве случаев получивших законодательную санкцию; этим существеннейшим своим признаком барщина отличается от труда свободного и подлежит критической оценке лишь в сравнении с ним; ввиду этого же признака под понятие барщины в полном смысле слова не может подходить обусловленный добровольным соглашением сторон земледельческий труд, заступающий место денежного платежа за пользование землёй при её срочном найме.
- Это труд даровой, отбываемый лишь в виде вознаграждения за пользование землёй, но не требующий сам вознаграждения, чем барщина и отличается от так называемых «принудительных работ».
- Барщинная работа исполняется в пользу землевладельца — феодального сеньора на Западе, помещинного или вотчинного боярина в России, каковыми являлись лица высшего привилегированного сословия, отчего и произошли её немецкое (на староверхнегерманском наречии «fro» означало господина), русское (от «боярин») и польское (от «pan» — господин) названия; этот признак служит отличительной чертою барщины от обязательных работ, отбываемых в пользу государства или общины, как, например, проведение дорог, постройка плотин и т. п., входящих в разряд так называемых натуральных государственных повинностей.
- Исполнение работ, составляющих содержание этой повинности, лежит на крепостных и временно обязанных, одним словом, зависимых от землевладельца земледельцах, потому что как возникновение, так и прекращение барщины тесно связано с установлением и отменой крепостного права, являясь одним из важнейших его элементов; при этом необходимо обратить внимание на отличие барщины, с одной стороны, от работ, принимаемых на себя свободным человеком взамен наёмной платы, с другой стороны — от невольничьего или рабского труда. Что касается первого различия, то характерной его чертою является срочность договорного отношения и возможность его одностороннего прекращения при известных условиях, не говоря уже об определенности обязательства, которая хоть и не чужда барщине, но далеко не является при ней общим правилом. Обращаясь ко второму противопоставлению, нельзя не заметить, что рабство, всецело охватывающее личность и приравнивающее раба к вещи, не оставляло ему ни малейшего простора деятельности, не признавало за ним никаких ни личных, ни имущественных прав, потому что как всякая работа раба, так и её произведения считались собственностью господина и назначение их вполне зависело от произвола последнего

Крепостная же зависимость в большом смысле, то есть охватывающая собой все другие более или менее ей родственные по своему характеру состояния подчинённости, почти во всех степенях своего проявления не отрицала в крепостнике человеческой личности и по крайней мере de jure оставляла ей известный простор деятельности; это давало подвластному лицу возможность обращать часть своего труда на обработку предоставленной ему землевладельцем в пользование земли. Этот последний признак можно, однако, считать свойственным барщине лишь в тесном её смысле, так как при дальнейшем историческом развитии этого учреждения под понятие барщины в полном смысле можно подвести и другие личные услуги, оказываемые господину зависимыми земледельцами, а также земледельческие и другие работы или личное услужение подчинённых ему «дворовых людей», не пользовавшихся землёй. Необходимо также провести грань между барщиной как повинностью, вытекающей из доминальных, то есть связанных с землевладением, прав господина, и некоторыми свойственными феодальному устройству обязанностями доминикальными (см. Доминикальные права), обусловленными личной связью вассала с сюзереном и лежащими на одном низшем сословии, как, например, обязанность становиться под знамя сюзерена, оказание известных формальных услуг и т. п. По способу производства работ барщина подразделяется на пешую (Handfrone) и конную (Spannfrone).
Исторически барщина появляется лишь в Средние века; древнему классическому миру она была неизвестна.

### Древние цивилизации
Как в Греции, где занятием граждан была исключительно политическая деятельность, так и в Риме, признававшем первоначально хлебопашество промыслом благочестивым, надежным и весьма достойным зависти (maximaeque pius questus stabilissimusque nimisque invidiosus), свободный земледельческий труд рано был заменен рабским трудом. Барщину нельзя видеть в той помощи, которую оказывали клиенты, люди свободные, своим патронам, а установившийся в конце императорского периода колонат основан не на барщине, а на оброке (tributum).
По всей вероятности, барщина установилась не сразу же после занятия римских провинций германскими племенами. Тацит в своей книге о Германии, упоминая о существовании там крепостного состояния, говорит: «рабы находятся у германцев в ином положении, чем наши, между которыми распределены отдельные домашние службы. У каждого усадьба, своё хозяйство. Господин только налагает на них как на колонов (ut colono) известный оброк хлебом, скотом, одеждой — и в этом все рабство». Отсюда легко заключить, что этот подчинённый класс, о котором говорит Тацит, не представлял собой невольников, работавших на хозяина, а лишь мелких, самостоятельных хозяев, прикрепленных к земле, за которую они платили не барщиной, а оброком.
Подтверждением того взгляда, что барщина как законченное и принятое уже обычаем учреждение не была принесена германцами или введена ими сразу после завоевания принадлежавших Риму земель, служит как сравнительно незначительное количество земли, отбиравшееся германскими завоевателями у местного населения, так и отсутствие необходимости прибегать к барщинному труду крепостных при существовании достаточного количества рабов, к которым причислялись и военнопленные. Затем, в истории сохранились свидетельства о хорошем обращении варваров с побежденными, побуждавшем многих подданных Рима, угнетенных повинностями или ярмом невольничества, переселяться в занятые германскими племенами провинции.

### Средние века и до начала XX века
Обязательный барщинный труд окончательно установился одновременно со всеобщим закрепощением личности при сформировании феодальной системы. Глубокая пропасть, образовавшаяся между государственным управлением и низшими классами населения, бессилие политических учреждений, общая неурядица, вызванная постоянной борьбой отдельных феодальных владельцев, одним словом, все условия жизни периода первых столетий средних веков привели к совершенному уничтожению личной безопасности для каждого, кто не был достаточно силен подчинить себе других. Мирные сельские жители, будучи не в состоянии защищаться сами, должны были искать защиты и покровительства (mundoburgum) у более крупных землевладельцев, которыми в то время являлось слагающееся в обособленное сословие дворянство и могущественная своим влиянием церковь; сельские обыватели, хотя и не всегда имущественно несостоятельные, поступали под власть церкви путём «прекария» или значительных землевладельцев посредством «коммендации», то есть отдавали им свои земельные участки, чтобы получить их обратно в виде «бенефиции» за известные денежные или натуральные повинности, становясь таким образом их «подзащитными» («Schutzherliche»).
Повинности эти, кроме обязанности помогать в случае войны, состояли первоначально в уплате определенного чинша (census, zins) деньгами или натурой, но впоследствии, с расширением землевладения сюзеренов и образованием латифундий, возделывание которых требовало немало рабочих рук, защитники — сюзерены — стали постепенно заменять оброк, платимый им подзащитными, барщинным даровым трудом последних.
Примером подобного произвола может служить сохранившийся в памятниках рассказ, относящийся к 940 г., о Гонтране Богатом Габсбурге, владельце Волена в Аргау, который вместо условленной за защиту платы стал требовать от подчинившихся ему крестьян работы на своем поле, и, когда они отказались добровольно исполнять его желание, принудил их к тому силой.
Кроме того, процесс феодализации, вполне подчиняя сеньору личность колонов и закрепощая мелких свободных землевладельцев, способствовал вместе с тем облегчению участи настоящих рабов, положение которых постепенно приравнивалось к положению крепостных, и таким образом вносило мало-помалу в понятие крепостничества некоторые начала, преимущественно свойственные институту рабства, а главным образом, важнейшее из них — подневольный труд. Установившаяся таким образом одновременно с феодализацией и закрепощением барщины вскоре распространилась по всей Западной Европе, за исключением весьма немногих местностей, которых не коснулось это наследие феодализма и римского рабства.
Тягость барщины не везде была одинакова; в различных государствах она достигала различной степени развития в зависимости от наличия или отсутствия законодательства, определяющего её содержание и пределы.

#### Барщина во Франции
Особенного развития институт барщины достиг во Франции. На этой арене борьбы римских и германских элементов раньше всего окреп средневековый феодализм с его крепостным принципом: «nulle terre sans seigneur», смененный впоследствии абсолютной монархией.
С установлением феодального строя крестьяне очутились во Франции под таким гнётом, которого они не испытывали в других государствах Западной Европы. Здесь существовали весьма различные категории подчинённых лиц, которые, смотря по степени зависимости, не одинаково облагались барщиной. Так, в период времени от VII до XII вв. самая бесправная часть населения, так называемые сервы (serfs, gens de pleine poeste, hous de cors), облагались произвольною барщиною (corvée à merci), вполне зависевшей от произвола владельца. Более свободные, хотя и прикрепленные к земле земледельцы, носившие название «мэнмортаблей» (mainmortables, serfs de mainmorte, homines manus mortuae), существенно отличались от первой категории тем, что количество и качество требуемых от них работ было определено договором или обычаем. Эта барщина в основном ограничивалась 12 рабочими днями в году, отчасти с упряжью или орудиями, причём нельзя было требовать более трёх дней в месяц. В королевских и церковных поместьях она ещё уменьшилась от 6 до 1 дня.
Эпоха крестовых походов значительно способствовала облегчению участи крепостного населения. С одной стороны, религиозное одушевление побуждало многих землевладельцев делать некоторые уступки крестьянам, с другой, сильная потребность в деньгах, ощущаемая крестоносным рыцарством, заставляла рыцарей продавать крестьянам некоторые привилегии, по которым они или переводились с неопределенной барщины на определенную, или же им уменьшался размер последней, что вызывало так называемый выкуп повинностей.
Далее, усиление королевской власти и образование городов, получивших общинное устройство, немало способствовали уменьшению повинностей, лежавших на крестьянах, которые помогали королю и городам в борьбе с феодалами. Некоторые из крестьян становятся горожанами или лишь формально приписываются к городам (bourgeois réels, du roy ou personnels) и таким образом мало-помалу освобождаются от барщины.
В XIII в. вырабатываются у легистов и теоретические положения о необходимости свободы, выразившиеся в изречении: «по естественному праву всякий на земле франков должен быть свободным». Следствием этих взглядов было более частое применение выкупа повинностей, хотя этот выкуп в основном переводил лишь крепостных с неопределенной барщины на определенную или ограничивался перенесением на землю всех тягостей, лежавших прежде на личности серва. Подобные выкупы имели место при Людовике VIII (1246), Людовике IX, Филиппе III и Филиппе IV (Тулуза и Альби 1298, Валуа 1311).
Людовик Х 1315 года допустил выкуп во всех королевских доменах, но им воспользовалось лишь незначительное число крестьян. В половине XIV в. начинает также проявляться сознание невыгодности подневольного труда для самих землевладельцев, доказательством чего служит грамота архиепископа безансонского, относящаяся к 1347 году. Под влиянием этих воззрений, а также ввиду значительного уменьшения числа рабочих рук вследствие чёрной смерти, господствовавшей в 1348, наёмный труд начинает понемногу заменять собой труд барщинный. Но в то же время подавление восстания крестьян в 1359 и окончательное возвышение королевской власти, переставшей нуждаться в поддержке низших сословий и стремившейся найти себе опору в феодальном дворянстве, имели своим последствием усиление лежавших на крепостных тягостей и предоставление их полному произволу владельцев.
Начавшееся в следующем веке редактирование постановлений местного обычного права (coutumes) явилось лишь законодательным оформлением созданного произволом землевладельцев порядка вещей, который, несмотря на некоторые попытки улучшения быта крестьян, просуществовал до первой Революции. В это время сложился афоризм, гласящий, что народ — это вьючный скот, который идёт хорошо лишь тогда, когда он хорошо навьючен, поэтому неудивительно, что барщина достигла пышного расцвета. Так, в XV веке в деревне Монтюре в Лотарингии существовал особый вид барщины, заключающийся в том, что когда туда приезжал люксейльский (фр. Luxeuil-les-Bains) аббат, крестьяне должны были бить палками по прудам, чтобы кваканье лягушек не нарушало безмятежного сна смиренного служителя церкви.
Состоявшееся в XIV в. постановление об освобождении крестьян на королевских землях не имело почти никаких последствий, точно так же как и эдикт 8 августа 1779 по тому же предмету. Раздававшиеся от времени до времени голоса в защиту свободного труда, закончившиеся планами Тюрго и Бонсеруга (1776) о выкупе барщинных повинностей, не нашли себе отголоска в правительственных сферах, установившийся веками порядок не мог уже подвергнуться преобразованию путём мирных административных мер; для создания нового порядка вещей необходим был столь решительный переворот, как ночь 4 августа 1789 года и последовавшее за нею отмена крепостного права во Франции.

#### Барщина в Германии
История барщинного труда в Германии до XII века та же, что и во Франции, хотя здесь крестьянская свобода сохранилась гораздо лучше и только позднее положение крестьян стало ухудшаться.
Первоначально развитию барщинного труда препятствовал недостаток рабочих рук, побуждавший землевладельцев привлекать к себе различными льготами необходимое для них число земледельцев. С наёмщиками в этом отношении конкурировали города, владевшие значительными пространствами земли и быстро шедшие к тому процветанию, которого они достигли в конце средних веков. Кроме того, многочисленные переселения голландцев, которым предоставлялись особые привилегии, гарантировавшие их свободу, долго препятствовали закрепощению и замене наёмного труда барщинным.
Впоследствии, однако, объединение дворянства и постоянные феодальные смуты повлекли за собой некоторые злоупотребления со стороны землевладельцев, вызвавшие в течение XIII в. во многих местах крестьянские бунты, которые привели лишь к ухудшению быта низшего сословия. После Крестовых походов большинство крестьян Германии уже находится в большей или меньшей зависимости от землевладельцев, в состоянии прикрепленных к земле (Grundhörige, Leibeigene, Schutzherliche), за пользование которой они были обложены барщиной или оброком. Но ещё в XV веке повинности эти были сносны, и размеры их определялись особыми постановлениями (Weistümern), послужившими основанием так называемому «дворовому праву» (Hofrecht), и почти не встречалось неопределенной барщины (ungemessene, unbestimmte Frone).
Повинности барщины были главной причиной возгоревшейся в 1525 г. Крестьянской войны, повлиявшей в свою очередь на ухудшение отношений между земледельцами и их господами. Повсеместный разгром и разорение, причиненные Тридцатилетней войной, не могли не повлиять на ухудшение быта низшего класса населения. Тяжесть барщины в отдельных странах Германии не везде была одинакова. Так, хуже всего она была в Пруссии, Лузации, Померании, Мекленбурге и Голштинии, в менее тягостной форме она встречается в Вестфалии и пограничных с ней местностях; наконец, в мягкой форме существовала в некоторых местностях Саксонии, долго сохранившей свободное крестьянство. В конце XVIII и в начале XIX в. барщина исчезает в Германии при освобождении крестьян, которое началось в Пруссии на королевских землях с 1719 и 1720 г. и закончилось отменой крепостного права в саксонской Верхней Лужице 1832 г.

#### Барщина на территории Австро-Венгерской империи
В Австрии со времен Иосифа II крепостное состояние было заменено подданством (nexus subditelae, Untertänigkeit), за исключением итальянских провинций, Тироля, Саксонской Трансильвании и Военной Границы, причём предоставленная крестьянам этим состоянием личная свобода не освобождала их, однако, от повинностей и личных услуг, которые они были обязаны нести в пользу помещика. Без обеспечения помещику обработки земли подданный не мог выселиться из имения. Для определения меры исполнения феодальных повинностей почти во всех провинциях, за исключением Трансильвании, где действовало обычное право, были составлены «Урбарии», или положение о состоянии имений и о повинностях, с ним сопряжённых.
Вообще, положение крестьян в немецких провинциях было сносно: они находились здесь под более действительным покровительством законов и были обложены менее отяготительной барщиной. В Чехии и славянских землях со смешанным населением положение земледельцев было хуже. По упомянутым урбариям, барщина (Roboten) в Верхней Австрии и Буковине не превышала 6, 12 или 14 дней в году; в Штирии и Галиции доходила от 104—156 дней. В Тироле, где уже в 1525 барщина была значительно уменьшена земским уложением (Landesordnung), сохранилось много крестьян-собственников, возделывавших свои земли барщинным трудом других крестьян, находившихся у них в подчинении. В Саксонской Трансильвании барщина сильно ограничивалась льготами, предоставленными тамошним земледельцам венгерским королём Гезой (1142) и подтвержденными Хартией Андраша II (1224). В землях Военной Границы, то есть южной части Хорватии, Славонии и Баната, существовало особое устройство, данное этим землям принцем Евгением Савойским и фельдмаршалом Ласси и преобразованное в 1807 г. Здесь главным помещиком считался император, а милиционеры были обложены барщиной в пользу государства или местных общин, так что она соответствовала государственным или общественным натуральным повинностям. Эта своеобразная барщина была отменена 7 мая 1850 г. В итальянских округах Тироля и в Далмации последние следы барщины и вообще феодального устройства исчезли со времени французского владычества. Возникшие в 1846 г. в. Галиции беспорядки крестьян, угнетенных помещиками, побудили императорское правительство постановлением 14 декабря 1846 г. дать обещание постепенно уничтожить барщину путём обращения её в денежные ренты или выкуп, непосредственное же и совершенное освобождение крестьян совершилось лишь по постановлению крестьян 7 сентября 1848 года, объявившему немедленное полное уничтожение подданства и всех от него происходящих повинностей за соответственное вознаграждение.
В Венгрии, где крепостничество и связанная с ним барщина окончательно установились в начале 16 столетия, после усмирения восстания Дьёрдя Дожи (1514), и где дворянство почти исключительно представляло собой нацию, отличаясь от низших сословий племенным своим происхождением, взаимные отношения между земледельцами и землевладельцами были определены на законодательном собрании 1767—1773 гг., которым был выработан урбарий, утверждённый 1791, а затем измененный в 1836 г. Этим урбариальным законом был установлен определенный размер барщины, которая не должна была превышать 104 дней пешей или 52 дней конной службы в год; вместе с тем был разрешён выкуп феодальных повинностей. Это разрешение выкупа не принесло, однако, на практике никаких результатов, так как освобождение от повинностей зависело от взаимного соглашения земледельца с помещиком и встречало бездну всевозможных препятствий, не устранённых какими-либо законодательными определениями. В 1847 году по королевскому предложению было приступлено к изысканию мер для облегчения крестьянам выкупа урбариальных повинностей, которые затем были отменены на сейме 18 марта 1848 г.

#### Барщина в прочих странах Западной Европы
В прочих государствах Западной Европы барщина получила гораздо меньшее развитие. В Италии она существовала лишь в некоторых северных, соединённых с Германией местностях. Преобладающими формами поземельных повинностей были здесь оброк и половничество, кроме того, быстрое развитие городов, принимавших в число граждан многих крестьян, не могло не повлиять на улучшение участи последних. В Испании образованию и развитию барщины воспрепятствовало нашествие арабов в VIII веке. Мягкое обращение арабов с подчинёнными, сближение укрывшихся в горы Астурии туземцев-крестьян с вестготами-дворянами, большое количество достававшихся в руки при постоянных войнах военнопленных, обращаемых в рабов и употребляемых на сельские работы, и, наконец, огромное пространство свободной земли, оставшейся после изгнания арабов, представили собой совокупность таких условий, при которых лишь в самой незначительной степени мог развиться барщинный труд.
Существовавшая здесь незначительная барщина была с древнейших времен определена особыми грамотами (фуэрос), которыми определялись и ограждались от произвола права отдельных лиц и сословий. Один из таких фуэросов указывает, что королевские крестьяне (Realegos) были обложены барщиной 3—4 дня в год, господские же (Solarie g os) и церковные (Abadengos) — один день в месяц. Кроме того, уже в конце XV в. нередко встречается освобождение крестьян некоторых местностей от лежавших на них повинностей со стороны как королей, так и самих феодальных владельцев.
Развившийся впоследствии, особенно в северных, соседних с Францией провинциях, феодализм в некоторой степени способствовал ухудшению быта крестьян, но во всяком случае на Пиренейском полуострове барщина никогда не получала такого развития, как в центральной Европе, и совершенно исчезла с полным освобождением крестьян в начале нынешнего века.

#### Барщина в Скандинавии и в Швейцарии
Из скандинавских государств барщина существовала лишь в Дании, где в конце XVIII века она была подробно определена королевским указом (6 декабря 1799). Швеция и Норвегия сохранили свободу низших классов точно так же, как Швейцария, освободившаяся от феодальных владельцев уже в начале XIV в., а равно и некоторые мелкие народы, обитавшие у устьев Везера и Эльбы, как фризы, дитмарши и штедингеры.

#### Барщина в Англии
В Англии взаимные отношения дворян-победителей и крестьян-побежденных сложились при совершенно других, чем на континенте, условиях. Немногочисленная норманнская дружина, завладевшая Англией, не могла сама обрабатывать это громадное пространство земли, на земледельческий труд было более спроса, чем предложения, что заставило землевладельцев с самого основания английской монархии привлекать к себе обывателей выгодными условиями и уже с XI века точно определить все лежащие на крепостных повинности особыми инвентарями (customs) и для разбора споров, относящихся к этим повинностям, учредить особое присутствие (customary court).
При этом феодальная система Англии, признававшая короля верховным собственником всей земли, сохранявшим все права феодального верховенства по отношению ко всем жителям острова, не могла допустить такого произвольного обращения дворян с низшим сословием, какое повсеместно существовало на континенте. Эти условия привели к тому, что в Англии землевладельцы раньше, чем где-либо в Европе, отказались от барщинного дарового труда. В 1350 Эдуардом III был издан замечательный законодательный акт под названием «Статута о пахарях» (Statute of labourers), по которому окончательно была отменена барщина (servitia), всякому рабочему, вольному и невольному, обеспечена заработная плата (wages) и право её иска признано не только обычаем (common law), но и положительным правом (statute law). Несмотря, однако, на отмену барщины как труда дарового, ещё на долгие времена сохранился здесь оплачиваемый по установленной таксе обязательный труд — как земледельческий, так и ремесленный.
Все эти реформы закончились статутом Карла II 1672 г., в котором сведены и обнародованы все предыдущие преобразования. На основании этого статута все личные повинности и услуги, вытекавшие из прежних феодальных отношений, были отменены без всякого права на вознаграждение, не исключая и тех, которые отбывались в пользу короля как верховного землевладельца (all tenures of the king in capite).

#### Барщина в Имеретии
В Имеретии существовала повинность (саквелиеро), состоявшая в том, что крестьяне приносили помещику на Сырной неделе сыр, яйца и рыбу, кто сколько мог.

#### Барщина в Молдове и Валахии
Развившаяся на Западе под влиянием феодализма барщина точно так же, хотя при других условиях и значительно позже, установилась в Восточной Европе. В Молдове и Валахии закрепощение крестьян (царан и мошнегов), сопровождаемое неопределенной барщиной, произошло лишь в половине XVII в., именно, в Валахии этот порядок получил законодательную санкцию при Матвее Бессарабе (1652), в Молдове же в кодексе Василия Воика (1646).
Тяжёлое положение крепостных, обложенных непомерными барщинами, вызвало значительную эмиграцию. Желая склонить переселенцев к возвращению на родину, общее собрание бояр, состоявшееся 1 марта 1746 года, обещало им личную свободу, ограничение барщины 6-ю днями в году и другие льготы, которые 5 августа 1746 года были распространены в Валахии и на оставшихся в отечестве поселенцев. Затем по настоянию бояр урбариумом Маврокдордато барщина была увеличена до 8—12 дней в год, смотря по обоюдному соглашению сторон, но вскоре опять уменьшена Александру Гикой (1768).
В Молдове некоторое время оставался ещё прежний порядок; в 1749 году на собрании бояр барщина была определена в размере 24 дней в год, затем уменьшена до 12—14 дней при Григории Гике (1777), а впоследствии значительно увеличена Александром Мурузи (1790).
В начале XIX века барщина снова была увеличена в Валахии, что вызвало народное восстание под предводительством Тудора Владимиреску (1821), усмиренное вмешательством Порты. После Андрианопольского мира (1829), поступив под непосредственное покровительство России, российским правительством были приглашены княжества, чтобы приступить к составлению законоположений, которые бы удовлетворяли интересам страны и положению дел в те времена. На экстраординарном собрании в Яссах и Бухаресте был составлен новый «Органический Устав» (1832), который, подвергшись впоследствии некоторым изменениям после нового пересмотра международной комиссией, окончательно был одобрен Парижской конвенцией 1858 г. Этим уставом барщина была увеличена до 22 дней и просуществовала в Румынии до введения в этой стране конституционного правления.

#### Барщина на Балканах
В подвластных Турции славянских землях существовала повинность, называемая «базлук» и до известной степени соответствующая понятию барщины.
В древнесербском законодательстве в уставе царя Стефана Сербского 1249, упоминается о барщине.

#### Барщина в Польше
В Польше, по всей вероятности, уже в XI в. были примеры фактического угнетения «кметей» — первоначального земледельческого населения страны, долго хранившего старые обычаи и языческие верования среди родоначальников позднейшей знати (шляхты) — христианских дружинников королей.
Уже на Ленчицком съезде (1180) Казимиром Справедливым устанавливаются некоторые законодательные меры для ограничения произвола шляхты.
Появившиеся в XII веке иностранные переселенческие общины, которым предоставлено было пользоваться особыми законами и иметь собственную администрацию (jure teutonico seu magdeburgiense), отодвинули коренное земледельческое население, не пользовавшееся этими привилегиями, на последнюю ступень социального положения и немало способствовали подчинению его знати. Казимир Великий, поборник равенства всех сословий перед законом, в значительной степени улучшил положение низшего класса, деятельно защищая простолюдинов от насилия и самоволия знатных и казня последних даже смертью за обиды, нанесенные поселянам, за что и получили название «короля мужиков» (król chlopków). В изданном этим королём своде великопольских и малопольских статутов, известных под названием «Вислицких статутов» (1347), нигде не упоминается о барщине, хотя на более ранее существование её в Польше указывает относящаяся к 1145 г. привилегия Мечислава Старого, данная цистерианам ланденского монастыря [Жищевский (Rzyszczewski), «Codex Diplomaticus Poloniae», т. I, стр. 2].
После смерти Казимира Великого права дворянства значительно расширились на основании Косницкого договора (1374), и шляхта, захватив в свои руки государственную власть, стала ею пользоваться как орудием для угнетения низших сословий и отнятия у поселян всех предоставленных им великим организатором прав и вольностей.
До конца XIV в. Польша была ещё мало населена, потребности народа были ограничены, внешняя торговля незначительна, почему и не представлялось надобности значительной производительности и фольварочное, то есть широко поставленное, сельское хозяйство почти не существовало. Землевладельцы-дворяне, не занимаясь сами хозяйством, довольствовались в основном получаемым от крестьян оброком или, чаще, натурой и не имели никакой надобности в барщине.
В XV в. вследствие развития политического могущества страны и расширения её пределов народонаселение стало быстро увеличиваться, потребности народа развились, внешняя торговля усилилась. Взамен прежней крестьянской обработки земли, оказавшейся недостаточной, явилось большое, обширное фольварочное хозяйство, требовавшее много рабочих рук. Ввиду этого от подпавших в то время закрепощению крестьян стали требовать вместо оброка работ, и размер барщины стал постепенно возрастать. Немало способствовало усилению барщины знакомство польской шляхты с чужеземными обычаями и феодальным воззрением на низшие классы народа. Под влиянием всех этих причин создался статут короля Яна Альбрехта 1496, которым сильно ограничивалась свобода передвижения крестьян, а за ним следует целый ряд законоположений, развивающих институт крепостничества.
Первое общее распоряжение о барщине относится к 1421 г. и находится в Мазовецких статутах князя Иоанна, где размер её определяется одним днём в неделю с лана земли и полдня с половины лана.
Особенное развитие в этот период барщина получает в церковных землях, так как монастыри и приходские священники рано завели у себя обширное фольварочное хозяйство. В следующее за тем время барщина постепенно растёт. В 1520 статутами Бромбергскими и Торнскими было постановлено, чтобы все крестьяне и колонисты, живущие на королевских и дворянских землях, которые до тех пор исполняли в пользу землевладельцев менее одного дня работы в неделю, отныне исполняли 1 день в неделю с каждого лана земли, за исключением тех или иных, которые платят оброк или до сих пор исполняли работы в количестве более 1 дня в неделю с каждого лана земли.
Варшавская генеральная конфедерация 1573 предоставила крестьян полному произволу помещиков. В XVI веке понемногу исчезает различие, существовавшее ранее между различными классами сельских жителей, и все они сливаются в одно понятие о «подданных» (subditi, poddani), в законодательстве же исчезает норма количества барщинных дней, а определение этого количества предоставляется усмотрению владельца.
Общее увеличение барщины с начала XVI по начало XVIII в. представляется приблизительно в следующем виде: в королевских имениях она увеличивалась от 1 дня с лана до 24 дней с того же количества земли; в церковных имениях — от 1 дня до 32 дней, в дворянских имениях — от 1 дня до 96 дней. Такое несоразмерное увеличение барщины произошло потому, что в начале XVI ст. крестьяне владели обширными участками земли, за счёт которых в XVII в. увеличились помещичьи пашни, потребовавшие лишних рабочих рук на обработку в пользу помещика. Развившееся таким образом крупное фольварочное хозяйство, привлекшее к работе в пользу помещика производительные силы народа, значительно увеличило производительность Польши, но, явившись гибельным соперником мелкого крестьянского хозяйства, воспрепятствовала уравнительному распределению богатств среди отдельных классов жителей страны.
В XVII в. количество отбываемой крестьянами барщины зависело от принадлежности к тому или другому из разрядов, на которое в то время распалось сельское сословие в зависимости от количества предоставленной от помещика в пользование земли. Так, «полные крестьяне» (kmeiecie, или chłopi pełni) обязаны были пятидневной работой в неделю с лошадьми или волами, а если без них, то должны были выставлять за каждый день конной барщины по два пеших рабочих, кроме того, на них лежали экстренные работы во время жатвы (tłoka) и караул в барском дворе; «половинные крестьяне» (polownicy) исполняли барщину в размере вдвое меньшем, чем предыдущие; «загродники» (zagrodnicy) несли пятидневную тяжёлую барщину, и, наконец, «коморники» (komornicy) работали по одному дню в неделю.
Особенно тяжёло было состояние помещичьих крестьян в малопольских воеводствах Краковском и Сандомирском, где, не довольствуясь значительной барщиной, помещики обременяли их экстренными и даровыми работами (tłoki i daremszczyzny) и принудительными наймами в рабочую пору (najmy przymusowe). В литовских и русских землях барщина была менее обременительна. Вред, приносимый всему государственному строю столь бедственным положением сельского сословия, сознавался уже и тогда. Ян Казимир в 1656 г. дал в Львове обет «употребить все меры для освобождения народа от угнетения», но слова эти не получили никакого практического осуществления.
Лишь во второй половине XVIII в. встречаются как в литературе и общественном мнении, так и в законодательстве некоторые попытки к улучшению быта низших сословий. Предпринятые, однако, с этой целью законодательные и административные меры ограничились незначительным изменением старого порядка, либеральным же и гуманным предначертаниям конституции 3 мая 1791 не суждено было осуществиться.
Гораздо большее значение в этом отношении имела инициатива некоторых просвещенных землевладельцев, поборников новых начал, к которым принадлежали: канцлер Андрей Замойский, князья Чарторыйские, князь Понятовский, граф Феликс Потоцкий, граф Иоахим Хрептович и прелат Павел Бжостовский, освободившие в своих имениях крестьян и заменившие барщину определенным и постоянным оброком с земли.
Разделы Польши, раздробившие её между Россией, Пруссией и Австрией, не повлияли непосредственно на изменение отношений крестьян к помещикам. Дарованная Наполеоном I герцогству Варшавскому конституция 22 июля 1807 уничтожала невольничество (ст. 4 sic.), признав, однако, находившуюся в пользовании крестьян землю собственностью помещика, чем предоставила последнему неограниченное право оставлять крестьян на их землях на прежних условиях исполнения барщины и других повинностей, или, заключая новые условия, обременять их больше прежнего, или, наконец, прямо удалять с фольварочной земли.
Указ герцога Варшавского Фридриха Августа от 11 декабря 1807 о заключении между помещиками и крестьянами договоров на пользование последними землёй и изданная по тому же предмету 8 февраля 1808 инструкция министра юстиции встретили на практике большие затруднения вследствие введения в герцогстве кодекса Наполеона I (1 мая 1808 года), не заключающего в себе никаких постановлений о вознаграждении за арендуемую землю барщиной. Между тем по укоренившимся веками обычаям и по хозяйственному состоянию страны для польских крестьян того времени барщина была единственным средством уплаты за владение землёй: денежный наём был невозможен по крайней их бедности, наём же за вознаграждение продуктами (meteyage) — совершенно чужд нравам народа. Это несоответствие закона с условиями действительной службы повлекло за собой сохранение на практике прежних обычных отношений и оставление в полной силе всех тягостей барщины.
С образованием в 1815 царства польского барщина осталась по-прежнему, а вместе с ней остались все последствия несвободного труда. Состояние крестьян в некоторых случаях стало даже хуже, чем во времена крепостничества, так как многие землевладельцы деятельно занялись сельским хозяйством, стремясь к извлечению из него возможно больших выгод, и стали требовать от крайне необеспеченных материально крестьян, кроме обычной барщины, ещё много добавочных, даровых работ (gwalty, darmochy) и принудительных наймов.
С другой стороны, нашлись и такие землевладельцы, которые, сознавая все неудобства барщинного хозяйства и потеряв надежду на какую-либо правительственную реформу, сами приступили к экономическим преобразованиям в своих имениях, заменяя барщину определенным оброком. Такие преобразования были произведены, например, в имениях Станислава Сташица (1822), в майорате Замойских (1833), в имениях Андрея и Яна, а также Августа Замойских и Александра Велепольского.
Но замена барщины оброком как требующая на первый раз значительного капитала, которого у большинства более мелких помещиков царства Польского не было, не могла быть произведена в мелких имениях без правительственной помощи, потому что указанные выше реформы при отсутствии каких-либо общих законодатьных мер за все время существования конституционного царства Польского (1815—1830) содействовали улучшению быта лишь сравнительно незначительного круга сельских обывателей.
Император Николай I, приступая к устройству сельского состояния царства Польского, начал с крестьян, живущих в казённых и майоратных имениях, пожалованных русским помещикам (на основании высочайшего указа 4/16 октября 1835 г.). Крестьяне этих имений были постепенно освобождаемы от барщины, взамен которой обложены отведенные им земли соразмерно их качеству и стоимости умеренным чиншем. Благодетельные последствия мер не замедлили обнаружиться в быстром и постепенно возраставшем благосостоянии поселян. Затем указом 26 мая (7 июня) 1846 г. были дарованы многие льготы и тем крестьянам, которые были поселены в имениях, принадлежавших польским владельцам и разным учреждениям; отменена большая часть даремщин и принудительных наймов, крестьянам, отбывающим законные повинности, обеспечено спокойное владение их усадьбами и пользование угодьями (сервитутами), и запрещено помещикам произвольно возвышать повинности. Из числа существовавших даремщин указом этим были уничтожены те, по которым отбывались работы, не определенные ни в отношении числа дней, ни в отношении количества самих работ, а равно те, по которым требовалось исполнение личной службы и поставка припасов за установленную цену, причём одни из этих даремщин были отменены безусловно, другие оставлены лишь для тех случаев, когда исполнение их будет требоваться взамен обыкновенной барщины. Кроме того, на основании этого закона было предписано всем земледельцам и арендаторам имений представить так называемые «престационные табели» (tabelle prestacyjne), то есть ведомости обо всём, что находится в крестьянском пользовании, о всех работах и других повинностях, которые они исполняют в пользу помещика.
Последовавшая в 1855 году кончина не дозволила императору Николаю I выполнить задуманное им преобразование хозяйственного быта поселян царства Польского. Продолжение и окончательное приведение в исполнение этой реформы в царствование Александра II встретило препятствие в Крымской компании. Предпринятые после заключения Парижского мира (30 марта 1856 г) законодательные меры не приносили, однако, ожидаемых правительством плодов ввиду того, что постановления от 10/18 декабря 1858 года о добровольном очиншевании крестьян, от 4/16 мая 1861 года о замене барщины законным выкупом и 24 мая (5 июня) 1862 г. об обязательном очиншевании не встретили со стороны поместного дворянства того содействия, без которых успех этих мер был невозможен. Наконец, восстание 1863 г. отдалило исполнение окончательного устройства быта поселян и лишь после усмирения бунта 19 февраля (2 марта) 1864 г. был издан высочайший указ об устройстве крестьян Царства Польского, которым к означенным крестьянам были применены главные черты, легшие в основание устройства быта русских крестьян. На основании этого указа (ст. 2, 3, 14—17 п. а) с 3/15 апреля 1864 г. крестьяне были освобождены навсегда от всех без исключения повинностей, отбываемых ими в пользу владельцев имений, а в том числе и от барщины, которые были заменены денежным поземельным налогом в пользу казны; за упраздняемые повинности крестьян владельцам частных и институтских и пожалованных имений предоставлено от правительства вознаграждение в виде ликвидационного капитала, размер которого определялся оценкой лежавших на крестьянах повинностей. При этом в оценку не должны были входить всякого рода даремщины и принудительные наймы, хотя бы они были основаны на контрактах, заключённых до обнародования указа 26 мая 1846 года, и хотя бы срок этим контрактам ещё не истек. В усадьбах, где отбывалась одна недельная барщина, или барщина с добавочными рабочими днями, или с не подлежащими вознаграждению повинностями, но без всякого чинша или сбора натурой, вышеозначенная оценка должна была быть произведена переводом всех рабочих дней на деньги по особо установленным правилам (см. Ликвидационная операция).

#### Барщина в Литве
В Великом княжестве Литовском, как видно из постановлений «Литовского статута» в 1529 году, большая часть низшего сословия считалась свободной, рабами были только военнопленные; даже встречающиеся здесь кроме плена все другие способы отречения от личной свободы — продажа себя в рабство, рождение от рабов, брак с рабами, выдача в рабство за преступление — были ограничены обычаем до значения временной срочной сделки или вовсе отстранены. Кроме этой «невольной челяди», панские земли ещё населяли земледельцы разных наименований, стоявшие к вотчиннику в разных отношениях. Ближе к челяди стояли, так называемые, «отчичи», закреплённые на земле и платившие господину барщиной и данью; менее зависимый и значительно более многолюдный класс составляли «данники», обязанные лишь известными податями.
С проникновением в Литву польских юридических понятий и обычаев данники постепенно обращаются в отчичей, хотя сохраняют право собственности на свои земли, а следующие с них повинности определяются рядом. Отбываемая крестьянами барщина, кроме хлебопашества, кошения сена и других сельскохозяйственных работ, заключалась ещё и в производстве господских построек, подводной и сторожевой повинности, иногда же поселяне обязаны были заниматься звериной и рыбной ловлей, охотой на бобров и т. п. Эта барщина (pańszczyzna) точно определялась в особых актах, которые первоначально составляли исчисление тех личных обязанностей, которые селящийся на помещичьей земле свободный хлебопашец принимал на себя добровольно, но с XVIII в. сделались выражением непременных повинностей, обязательных для всех живущих на господской земле крестьян. Причины этой перемены следует искать как в возросшем в то время богатстве и власти землевладельцев, так и в постепенном установлении крепостнических взглядов, которые, однако, получили общую законодательную санкцию лишь с введением в Западной губернии России Свода Законов Российской империи (1840).
В 1844 правительством были приняты меры к пересмотру и упорядочению инвентарей, для чего были учреждены особые «инвентарные комитеты», которые в 1857 высказывались в пользу освобождения крестьян. В губерниях, составившихся из прежней Литвы, все повинности крестьянина, в том числе и барщина, рассчитывались не по числу тягол, а по количеству и по качеству поземельных угодий, составляющих отдельное хозяйство — «хату» (chata). Средняя барщина с уволочной (20-десятинной) хаты заключалась в следующем: 1) хата еженедельно должна была выставить до 3 человек пеших или, смотря по надобности, с упряжью и орудиями и до 3 пеших работниц; 2) во время сенокоса и уборки сена она должна была давать с каждой мужской рабочей души от 6 до 12 дней, а во время жатвы столько же дней с каждой женской души — это так называемая «сгонная» барщина (gwałty); 3) по очереди с хат наряжались 1 или 2 крестьянина для ночного караула в помещичьем дворе. Те же порядки существовали в юго-западной Руси, то есть в бывших губерниях Киевской, Подольской и Волынской, когда они входили в состав Польши. В этих северо-западных и юго-западных имениях барщина исчезла окончательно с переводом крестьян на обязательный выкуп, причём она была переведена по особым правилам на денежную повинность (оброк).
Это прекращение обязательных поземельных отношений между помещиками и крестьянами произошло в Виленской, Гродненской, Ковенской и Минской губерниях, а также в Динабургском, Дрисенском, Люцинском и Рыжицком уездах Витебской губернии — с 1 мая 1863, в Могилёвской губернии и остальных уездах Витебской — с 1 января 1864 и в Киевской, Подольской и Волынской губерниях — с 1 сентября 1863 г.
В Остзейских губерниях коренное население страны с покорением её меченосцами подпало под полное и неограниченное владычество рыцарей, родоначальников позднейшей знати. Личная деятельность земледельца вполне и безотчётно зависела от произвола землевладельца, с которым, хотя и безуспешно, борются уже в XVI в. польские короли Стефан Баторий и Сигизмунд III. Когда в 1629 г. Лифляндия подпала под шведское владычество, Густав-Адольф учредил специальную комиссию для определения количества предоставленной крестьянам земли и составления инвентаря их повинностей. При Карле XI в 1687 было приступлено к составлению кадастра для Лифляндии, на основании чего все крестьянские земли (Bauerland) были разделены на равные по доходности, хотя и различные по величине, участки, называемые «гакенами», доходности которых (60 талеров) должны были соответствовать все отбываемые каждым участком повинности, вместе взятые. Повинности эти были оценены по особой таксе и внесены в кадастровые книги (Wackenbücher), что в значительной степени ограничивало своеволие помещика.
Эта мера не успела, однако, улучшить того бедственного состояния, в котором застало крестьян Лифляндии русское владычество, утвердившееся здесь с 1710—1721. Вскоре российским правительством было запрещено арендаторам государственного имущества самовольно располагать работами крестьян, брать их в услужение или отдавать на службу и в наём другим хозяевам. Затем по настоянию императрицы Екатерины II (1765) лифляндское дворянство обязалось в числе других сделанных крестьянам уступок не увеличивать лежащих на них повинностей, но обещания эти в основном не были исполнены, и прежние порядки просуществовали до начала XIX столетия, когда в Прибалтийском крае началось движение (по инициативе Эстляндии) в пользу освобождения крестьян.
В Положении, временно утверждённом 27 августа 1804 г. для Эстляндии, не заключалось, однако, точного определения повинностей, лежащих или могущих быть наложенными на крестьян. Лифляндское Положение, высочайше утверждённое 20 февраля 1804, более обратило на этот вопрос внимание. Так, по его силе помещику не предоставлялось права принуждать крестьян поступать к нему на лучшее услужение и увеличивать повинности, записанные в урочные положения (Wackenbücher); кроме того, сохранено было соответствие повинностей доходности гакена, причём последняя была оценена в 80 талеров, указаны правила для определения суммы всякого рода повинностей для распределения их по временам года и для определения барщины либо пешими, либо конными днями, либо дневным уроком для разного рода работ, и, наконец, ограничено пространство обрабатываемых для помещика барщиною земель (оно не должно было превышать известных границ, расчисленных по количеству барщин).
Сумма издельной повинности с каждого гакена равнялась 1344 дням, которые распределялись между отдельными её видами следующим образом: обыкновенная барщина, пешая или конная — 624 дня; дополнительная барщина пешая летом — 252 дня и вспомогательные барщинные работы — 468 дней. На основании высочайшего, утверждённого 23 мая 1816 г., Положения о крестьянах Эстляндской губернии взаимные отношения крестьян и землевладельцев должны были основываться на взаимном добровольном согласии, выраженном в контракте, но так как в большинстве случаев арендной платой за наём земель была оставлена барщина, то старые урочные положения легли в основание новых контрактов, причём вознаграждение деньгами или произведениями допускались в очень ограниченных размерах.
С этим постановлением весьма сходно высочайшее, утверждённое 25 августа 1817, Положение о крестьянах Курляндской губернии, по которому повинности определялись по тому же взаимному соглашению сторон и перечислялись в особых урочных положениях, в которых по крайней мере ¾ дохода должны были быть выговорены барщинными работами.
Баршина была также охранена Положениями для Лифляндии 26 марта 1819 и 9 июля 1849, хотя в последнем из них видно уже стремление способствовать замене барщины денежным оброком и облегчить крестьянину покупку находящейся в его пользовании земли. Эстляндское положение 5 июля 1856 г., обеспечив за крестьянами исключительное пользование арендной землёй (Bauerland) и сохранив начало добровольного соглашения, определило высшую меру барщинных повинностей. Весь этот ряд законодательных мер оказал на практике благотворное влияние лишь на быт крестьян Курляндской губернии, где по примеру барона Гана, местного предводителя дворянства, помещики стали постепенно заменять барщину оброком, а для обработки собственных запашек прибегать к вольнонаёмному труду.
В Лифляндии и Эстляндии оценка барщины кадастровой системой и определение её урочными положениями не могли сами собой обеспечить сельскому населению полного благосостояния, немыслимого без совершенной свободы труда. Последующими узаконениями отбывавшиеся по арендным договорам барщинные повинности крестьян-арендаторов были отменены; в Курляндии высочайше утверждёнными 6 сентября 1863 г. Правилами (§ 14) — 6 сентября 1867, в Лифляндии — с 23 апреля. 1868 (Указ Лифляндского губ. управления 14 мая 1865, № 54) и в Эстляндии — с 23 апреля 1868 года (высочайшее повеление 4 июня 1865 года).

#### Барщина в России
В Киевской Руси, где не существовало феодального склада, и в противоположность западным феодалам, сидевшим на одном месте, князья, призываемые на служение тому или другому княжеству по приглашению его населения, находились в постоянном движении, стремясь достигнуть киевского стола, не могло существовать тех политических условий, которые подчинили низшие сословия высшим. Экономические, однако, условия, заключающиеся в сосредоточении удобных земель в руках одних и недостаток их или средств к их обработке у других при земледельческом характере населения, и здесь не могли не повлиять на замену свободного труда зависимым.
Так, уже в Русской Правде упоминается о «ролейных закупах», которые садились на чужой земле, обрабатывали её частью на себя, частью на господина и несли некоторые другие обязанности, как, например, должны были загонять на господский двор скот, принадлежащий землевладельцу. Однако эта обязанная работа закупов не есть ещё барщина в чистом её виде, она основывается на договоре (ряде) или вытекает из долговой несостоятельности закупа и имеет лишь временной характер, прекращаясь уплатой долга или вознаграждением землевладельца за предоставленные закупу сельскохозяйственные орудия или за известную ссуду на обзаведение (покруту).
Позднейшие памятники, как Псковская судная грамота, отличают наймитов от озорников (пахарей), огородников и кочетников (рыболовов); кроме того, упоминаются «серебреники», получавшие от землевладельца деньги на обзаведение и обязанные не только обрабатывать землю последнего, но и отправлять другие работы на господина, какие он найдёт нужными по хозяйству. На существование этой обязанности указывает уставная грамота митрополита Киприана 1391, данная Константиновскому монастырю; в ней сказано, что крестьяне и церковь наряжали, и двор тынили, и хоромы ставили, и пашню пахали на монастырь изгоном (барщиной), убирали хлеб и сено, и прудили пруды, и сады оплетали, и пиво варили, и лен пряли, и на невод ходили, и хлебы пекли — одним словом, отправляли всякие работы по хозяйству землевладельца. Обязанности, однако, могли быть прекращены по одностороннему желанию крестьянина, имевшего право выхода под условием заплатить предварительно данное ему серебро. Таким образом, пока за крестьянами сохранялось право свободного отказа, барщина существовала лишь в смысле повинности, которую крестьянин отбывал добровольно, без всякого юридического принуждения, притом она вовсе не являлась необходимым условием пользования чужой землёй, так как наряду с ней памятники упоминают о вознаграждении за такое пользование половиной или третью урожая.
В XV и начале XVI вв. право свободного перехода крестьян ограничивается одним осенним Юрьевым днём, как это видно из грамоты князя Белозерского Михаила Андреевича (1450) и судебников 1497 и 1550, но это, в сущности, нисколько не изменяет прежних отношений крестьян к землевладельцам и значения их как самостоятельных, свободных членов русского общества. Но последовал будто бы указ 1592 г., которым «царь Фёдор Иоаннович по наговору Бориса Годунова, не слушая совета старейших бояр, выход крестьянам заказал». Указ этот, существование которого подвергнуто справедливым сомнениям, был, по мнению признававших его действительное издание, вызван необходимостью обеспечить служилое сословие и завести порядок в сборе тягла, шедшего на покрытие все возрастающих государственных расходов. Некоторые и считали этот указ первым актом закрепления, внесшим существенное изменение в государственную и экономическую жизнь крестьян, хотя внутренние отношения крестьян к помещикам ещё долгое время покоятся на старых рядах, определяющих пользование землёй и повинности (княжечина, монастырщина, боярщина). По-прежнему крестьянин соблюдает принятую на себя порядной записью обязанность «всякое сделье сделати и пашню пахати на того, за кого в крестьянах он живёт». Кроме того, старой свободой пользовались черносошные крестьяне; некоторые из них иногда заключали порядные с помещиками и вотчинниками, а право срочного сыска беглых крестьян давало возможность переманивать обещанием известных льгот крестьян одних земель в другие, что ввиду конкуренции вело к значительному уменьшению отбываемых земледельцами повинностей. Те же крестьяне, у которых не было порядных, жили по старине, почему их отношения к землевладельцу естественно незаметно теряли характер договорных отношений и все более и более подчинялись возрастающему произволу помещиков и вотчинников. Некоторое время их ещё защищала община, пока её самостоятельное положение позволяло оберегать прежние установленные обычаем отношения. Постепенному экономическому упадку сельского состояния способствовало главным образом отсутствие в законодательстве точного определения повинностей крестьянина по отношению к помещику — тем более, что заботы правительства того времени о неотягощении излишними поборами крестьян вытекали не из желания облегчить участь крестьян, но просто из того, что правительство на каждого помещика и вотчинника смотрело как на воина, который должен был служить из-за доходов, получаемых с поместья, а потому и не имел права расточать предоставленного ему правительством служебного обеспечения.
Из дошедших до нас некоторых землевладельческих распоряжений времен царя Михаила Фёдоровича относительно управления крестьянами и об обязанностях последних, как, напр., из Наказа воина Корсакова, главного управителя вотчинами Суздальского Покровского монастыря, можно прийти к заключению, что крестьянские работы и повинности в первой половине XVII в. были довольно значительны и тягостны для крестьян. Уложение ц. Алексея Михайловича (1649) не даёт точного определения следуемых помещику от крестьян повинностей. Послушные же грамоты дают лишь общее предписание «пашню на помещика пахати», откуда ясно, что в имениях частных владельцев как время, так и количество работ могли быть определены лишь одним произволом помещика, который на практике ограничивался, однако, не только собственным его интересом и местными потребностями хозяйства, но и освященными древним обычаем отношениями. Эти отношения значительно ухудшаются двумя позднейшими законодательными мерами, именно: указом 30 октября 1675 г., допустившим продажу крестьян без земли, и постановлением Земского собора 1694 об отмене урочных лет для сыска беглых. Первое из этих узаконений нанесло решительный удар самостоятельности сельской общины, которая не могла уже, как прежде, подавать через своих старост и выборных челобитных об отмене излишних наложенных помещиком тягостей. Право же бессрочного иска беглых отдало крестьянина в полную власть помещика.
В начале XVIII в., как и в прежнее время, не существовало закона, точно определявшего размеры крестьянского барщинного труда, законодательные определения касались лишь количества помещичьей земли, отводимой на крестьянское тягло; но на одинаковых долях земли работы могли быть различны, а следовательно, земля далеко не определяла количества обязанного труда. Крестьяне, поселенные на господских землях, обыкновенно обрабатывали в то время то же количество помещичьей земли, какое сами получали на крестьянскую выть (по 6 дес. доброй земли в 3-х полях), но к этому присоединялись в большинстве случаев сгонная Б. и другие мелкие повинности, вполне зависевшие от помещика. Указ 22 января 1719 о первой ревизии, уничтожившей различие между холопами, кабальными и крестьянами и уравнявший деловых людей с дворовыми, и изменение податной системы с поземельной на подушную с возложением ответственности в уплате податей на помещиков, вызвали совершенное разобщение крестьян с правительством и утвердили все притязания господской власти над прежними полусвободными, хотя и крепкими к земле людьми, закрепостив их личности помещика.
Кроме того, указом 18 января 1721 г. о приписке к заводам и фабрикам, дворянам и «купецким людям» (последние до того не имели права покупать крестьян) разрешено было с позволения Берг- и Мануфактур-коллегий покупать к заводам деревни, но с тем, чтобы деревни эти считались нераздельными от заводов. Положение крестьян в царствование Петра I и в последующее затем время представляет собой весьма печальную картину; помещики, не стесняясь, пользуются крестьянским трудом в рабочее время, отнимая у земледельца всякую возможность возделывать собственный надел; они, по рассказу Посошкова, держатся того мнения, что не следует «давать обрости крестьянину, а надо стричь его яко овцу до гола». До конца XVIII в. все законодательные положения содействуют лишь все большему и большему закрепощению крестьян и увеличению над ними власти землевладельцев (см. Крепостное право и Крестьяне).
Единственным исключением в этом отношении является указ Правительствующего сената 5 июля 1728, содержащий в себе намёки на особое уложение, в котором должны были быть определены права и обязанности крепостных; но указ этот не привёл на практике ни к каким результатам, и упомянутое уложение никогда не было издано. Ужасное положение крестьян и влияние идей энциклопедистов побудили Екатерину II включить в первый проект её Наказа мысль об отмене крепостного права, но по настоянию Сената заявление это было вычеркнуто, и, таким образом, лежащая на крестьянах тяжёлым ярмом Б. осталась в прежней неопределенной форме. В дошедшей до нас инструкции Артемия Петровича Волынского дворецкому Немчинову, относящейся ко второй четверти XVIII ст., лежащая на крестьянах Б. определяется следующим образом: «повинен всякой крестьянин, имея целое тягло, вспахать моей земли 2 дес. в поле…, а которая земля учреждается под мелкой хлеб, под пшено, под горох, под конопли, под мак, просо, репу и лен — оную пахать и собирать всем поголовно, кроме положенной на них десятинной пашни», причём в соответствие с этими повинностями поставлено и количество земли, предоставленной крестьянину, долженствующее быть вдвое больше запашки в пользу помещика. На эту инструкцию, однако, можно смотреть лишь как на выражение частной воли отдельного попечительного и разумного вотчинника, примеру которого, вероятно, следовали лишь весьма немногие. Столь тягостная для крестьян неопределенная Б. получила законодательное ограничение лишь в конце XVIII века.
Манифестом о трёхдневной барщине императора Павла I от 5 апреля 1797 помещикам было воспрещено принуждать крестьян к работам по праздникам — и следуемая с них Б. не должна была превышать трёх дней в неделю. Первая половина XIX века внесла лишь незначительные изменения. Мечты Александра I об освобождении крестьян ограничились на практике лишь дозволением отпускать на волю целые деревни (за что отпускавшие награждались орденами) и улучшением быта крестьян Остзейских провинций (см. выше). Образовавшиеся в царствование Николая I секретные комитеты, имевшие целью улучшить бедственное состояние крепостных, не привели ни к чему, кроме записок (Киселева, Перовского) о подготовке освобождения крестьян.
Таким образом, прежние порядки остались неизменными и вошли в IX т. Св. Закон. (1857), где статьями 1045—1049 определены правила о повинностях крепостных людей. По силе этих постановлений владелец мог налагать на своих крепостных людей всякие работы и исправление личных повинностей с тем только, чтобы они не претерпевали через это разорения и чтобы положенное законом число дней оставляемо было на исполнение собственных их работ; положенное законом число дней по-прежнему равнялось трём, причём помещик не мог заставлять крепостного работать на него в воскресные дни, в двунадесятые праздники, день апостолов Петра и Павла, в дни св. Николая и в храмовые в каждом селении праздники; строжайшее за сим наблюдение возложено было на губернское начальство через посредство местной полиции; от усмотрения землевладельца зависело переводить крестьян своих во двор или дворовых людей на пашню и изменять по своему усмотрению их повинности, и, наконец, он имел право не только употреблять своих крепостных людей для личных своих услуг и работ, но и отдавать посторонним лицам в услужение, но не в работу на горные заводы.
После освобождения крестьян (19 февраля 1861) Б. была сохранена лишь временно, как повинность, лежащая на временнообязанных крестьянах, причём она могла быть определяема по добровольному между крестьянами и помещиком соглашению лишь при соблюдении следующих условий: 1) чтобы она определялась временными договорами на сроки не свыше 3 лет и 2) чтобы сделки эти не противоречили общим гражданским законам и не ограничивали прав личных, имущественных и по состоянию предоставленных крестьянам. В случае отсутствия такого договора Б., где она существовала по обычаю, должна была быть отбываема по указанным законом правилам, коими все повинности были приведены в соответствие с определенным для каждой местности размером поземельного душевого надела и отменялись так называемые добавочные повинности, как-то: всякого рода караулы, уход за господским скотом, сгонные дни и т. п., требуемые от крестьян сверх обыкновенной Б. Этими же правилами были также установлены: 1) Размер Б., определяемый рабочими днями или, по обоюдному согласию, известным пространством земли и не превышающий 40 мужских и 35 женских рабочих дней в году; при этом были составлены особые правила для соразмерения числа рабочих дней с величиной земельного надела крестьян. 2) Разделение дней на: летние и зимние, мужские и женские (мужские — на конные и пешие) и распределение общего числа их по летнему (³/5) и зимнему (²/5) полугодиям и по неделям. 3) Порядок назначения работ помещиком и наряд на них крестьян сельским старостой, причём приняты во внимание пол, возраст и здоровье работника и дана им возможность заменять друг друга. 4) Порядок отправления Б. с определением в особом «урочном положении» количества работы, которое в течение дня должно быть исполнено в счёт повинности, и ограничение качества работ требованием, чтобы они не были вредны для здоровья и сообразны с силами и полом рабочих. 5) Порядок учёта Б. и 6) условия, при которых допускалось отбывание особых видов Б., как, напр., работы на помещичьих заводах, хозяйственные должности, подводная повинность и т. п. Кроме того, было дозволено как целым сельским обществам, так и отдельным дворам или тяглам переходить с Б. на оброк (до истечения, однако, 2 лет со времени утверждения Положения о сельском состоянии на это требовалось согласие помещика), выкупать усадебную оседлость и вступать с помещиком в соглашение относительно приобретения путём выкупа полевого надела с прекращением в последнем случае всех обязательных к помещику отношений (см. Выкуп).
Эти отношения окончательно были прекращены 1 января 1883 г. в губерниях Великороссийских и Новороссийских на основании высочайше утверждённых 28 декабря 1881 Правил об обязательном выкупе. Подобные настоящим правила установлены для крестьян, вышедших из крепостной зависимости в губерниях Тифлисской и Кутаисской, с Сухумским округом, где точно так же допущена замена Б. (бегара) и других натуральных повинностей денежным оброком и предоставлено крестьянам право приобретения в собственность всего отведенного им в пользование земельного надела по добровольному с помещиком соглашению. В Бессарабской губ. так называемые «царане», то есть поселяне, водворенные в имениях крупных и малоземельных, а также принадлежащих заграничным духовным установлениям, на основании высочайше утверждённых 14 июня 1888 правил были переведены с оброчной или издельной повинностей с 1 августа 1888 на выкупные платежи, чем прекратились их обязательные отношения к помещикам.